# Schloss Einstein/Staffel 24
Die vierundzwanzigste Staffel, auch als „Mystery-Staffel“ bezeichnet, der deutschen Seifenoper Schloss Einstein für Kinder und Jugendliche umfasst 26 Episoden (Folgen 975–1000). Ausgestrahlt wurde sie vom 16. April bis zum 21. Mai 2021 montags bis freitags auf KiKA.

## Dreharbeiten
Gedreht wurde vom 6. Juli 2020 bis 20. November 2020 in Erfurt und Umgebung, unter anderem auf dem Drosselberg sowie im Steigerwaldstadion.

## Besetzung
Sortiert nach der Reihenfolge des Einstiegs, danach nach den Nachnamen der Schauspieler.
| Schauspieler                                                                        | Rollenname                          | Folgen                                     | Jahr | Bemerkungen |
| ----------------------------------------------------------------------------------- | ----------------------------------- | ------------------------------------------ | ---- | --- |
| Prägende Charaktere:                                                                |                                     |                                            |      | |
| Schüler:                                                                            |                                     |                                            |      | |
| Marc Elflein                                                                        | Moritz Overmann                     | 975–1000                                   | 2021 | Chefredakteur des „Einstein X-Press“ (bis Folge 985); Mitbewohner von Pawel; Teilnehmer am Modul „Internet und Sicherheit“ (bis Folge 987); Schulsprecher (Folge 1000)                                                                     |
| Amelie Rafolt Gomes                                                                 | Finja Freytag                       | 975–1000                                   | 2021 | Schwester von Flora und Leni; lebte zuvor im Zirkus Freytag |
| Karlotta Hasselbach                                                                 | Rosa Panowski                       | 975–1000                                   | 2021 | Mitbewohnerin von Flora; Teilnehmerin am Modul „Internet und Sicherheit“ (von Folge 987 bis zu dessen Auflösung in Folge 997) |
| Malique-Romeo Heidorn                                                               | Paul Lankwitz                       | 975–1000                                   | 2021 | in der Realität Sohn von Frederic Heidorn (Sascha Hauser) |
| Josie Hermer                                                                        | Sibel Peters                        | 975–999                                    | 2021 | Ex-Freundin von Pawel; Mitbewohnerin von Joyce und Leni; Joyces Lernpatin für Karate; Teilnehmerin am Tanzmodul |
| Thorin Holland                                                                      | Hermann Zech                        | 975–999                                    | 2021 | Enkel von Dr. Heiner Zech; Mitbewohner von Gustav und Bela; Teilnehmer am Tanzmodul |
| Carla Hüttermann                                                                    | Flora Freytag                       | 975–1000                                   | 2021 | Schwester von Leni und Finja; Schülersprecherin (Folgen 987–1000); lebte zuvor im Zirkus Freytag; Mitbewohnerin von Rosa; Teilnehmerin am Modul „Internet und Sicherheit“ (bis Folge 996)                                                  |
| Arnold Makuissie                                                                    | Badu Barry                          | 975–999                                    | 2021 | Mitbewohner von Anton und Viktor; Trainer und Läufer der Sprint-Staffel; Teilnehmer am Modul „Internet und Sicherheit“ (bis zu dessen Auflösung in Folge 997)                                                                              |
| Sophia Leonie Mauritz                                                               | Reena Kumari                        | 975–1000                                   | 2021 | zweite Stipendiatin des „Berger-Stipendiums“, Tochter eines Indischen Botschafters; Teilnehmerin am Modul „Internet und Sicherheit“ (bis zu dessen Auflösung in Folge 997)                                                                 |
| Philip Müller                                                                       | Bela Wiedemann                      | 975–1000                                   | 2021 | DJ; Mitbewohner von Hermann und Gustav; Ersatzläufer in der Sprint-Staffel; Teilnehmer am Modul „Internet und Sicherheit“ (bis zu dessen Auflösung in Folge 997)                                                                           |
| Noel Okwanga                                                                        | Pawel Kronbügel                     | 975–1000                                   | 2021 | Ex-Freund von Sibel; Mitbewohner von Moritz; Teilnehmer am Modul „Internet und Sicherheit“ (bis zu dessen Auflösung in Folge 997) |
| Linda Schablowski                                                                   | Leni Freytag                        | 975–1000                                   | 2021 | Schwester von Flora und Finja; lebte zuvor im Zirkus Freytag; Freundin von Cäcilia; Mitbewohnerin von Sibel und Joyce; Teilnehmerin am Tanzmodul                                                                                           |
| Tamino Schenke                                                                      | Gustav Weiß                         | 975–1000                                   | 2021 | Mitbewohner von Hermann und Bela; Teilnehmer am Tanzmodul |
| Fridolin Sommerfeld                                                                 | Viktor Müller                       | 975–999                                    | 2021 | Mitbewohner von Badu und Anton; Kapitän der Sprint-Staffel |
| Lasse Timmel                                                                        | Anton Busch                         | 975–1000                                   | 2021 | Sohn von Sascha Hauser; Chefredakteur des „Einstein X-Press“ (Folgen 985–1000); Mitbewohner von Badu und Viktor |
| Carlotta Weide                                                                      | Cäcilia Amelie von Toll             | 975–1000                                   | 2021 | Freundin von Leni; läuft in der Sprint-Staffel |
| Matilda Willigalla                                                                  | Joyce Simon                         | 975–1000                                   | 2021 | Mitbewohnerin von Sibel und Leni; Lernpatenkind für Karate von Sibel |
| Jamila Weintritt                                                                    | Chiara Dorn                         | 981–999                                    | 2021 | Teilnehmerin am Tanzmodul |
| Lehrer:                                                                             |                                     |                                            |      | |
| Frederic Heidorn                                                                    | Sascha Hauser                       | 975–1000                                   | 2021 | Lehrer für Sport und Französisch; Sportkoordinator; Vater von Anton in der Realität Vater von Malique Heidorn (Paul Lankwitz) |
| Janina Elkin                                                                        | Anna-Carina Levin                   | 976–999                                    | 2021 | Lehrerin für Biologie, Chemie und Sport; Vertrauenslehrerin |
| Ill-Young Kim                                                                       | Jong Hi Chung                       | 976–996                                    | 2021 | Schuldirektor; Lehrer für Mathematik, Physik und Sport; Adoptivvater von Jona |
| Gitta Schweighöfer                                                                  | Martina Stocker                     | 976–992                                    | 2021 | Schuldirektorin; Lehrerin für Deutsch und Sport |
| Olaf Burmeister                                                                     | Dr. Heinrich „Heiner“ Zech          | 977–997                                    | 2021 | Lehrer für Latein, Geschichte und Geografie; Großvater von Hermann |
| Meri Koivisto                                                                       | Ainikki Holopainen                  | 981–998                                    | 2021 | Lehrerin für Biologie und Chemie |
| Liz Baffoe                                                                          | Changa Miesbach                     | 987–999                                    | 2021 | Lehrerin für Englisch, Kunst, Musik und Darstellendes Spiel |
| weiteres Schul-/ Internatspersonal:                                                 |                                     |                                            |      | |
| Elisa Ueberschär                                                                    | Wiebke Schiller                     | 975–1000                                   | 2021 | gelernte Tischlerin; Internatsleiterin und Erzieherin; Hausmeisterin |
| Robert Schupp                                                                       | Dr. Michael Berger                  | 988–1000                                   | 2021 | Leiter des Schulverwaltungsamtes; Anführer der „Einsteins Erben“ |
| Nebencharaktere:                                                                    |                                     |                                            |      | |
| Die Alumni („Einsteins Erben“):                                                     |                                     |                                            |      | |
| Marie Borchardt                                                                     | Pia Pigalke                         | 975–980, 982–984, 986, 988, 996, 998, 1000 | 2021 | Leiterin eines Start-ups; Leiterin des Moduls „Internet und Sicherheit“ (bis Folge 986); Ehefrau von David; ehemalige Schülerin (siehe 13. Generation / 15. bis 19. Staffel) In Folge 975 ist sie nur von hinten sowie ihre Hände zu sehen |
| Henrieke Fritz                                                                      | Constanze Prinzessin von Blumenberg | 976, 980, 986, 988, 996, 1000              | 2021 | Schwester von Dominik; ehemalige Schülerin (siehe 13. Generation / 15. bis 18. Staffel) |
| Oskar Kraska McKone                                                                 | Raphael Nägli                       | 981, 983, 986, 996                         | 2021 | Taxifahrer; ehemaliger Schüler (siehe 14. Generation / 16. bis 18. Staffel) |
| Yannick Rau                                                                         | Dr. Dominik Prinz von Blumenberg    | 986, 996                                   | 2021 | Bruder von Constanze; ehemaliger Schüler (siehe 14. Generation / 16. bis 20. Staffel) |
| Flavius Budean                                                                      | Orkan Török                         | 989, 991, 1000                             | 2021 | Ehemaliger Schüler und Hausmeister (siehe 15. Generation / 18. bis 20. Staffel (Schüler) bzw. 21. bis 22. Staffel (Erwachsener)) |
| Holly Geddert                                                                       | Olivia Ahlers                       | 991                                        | 2021 | Ehemalige Schülerin (siehe 16. Generation / 19. bis 22. Staffel) |
| David Meier                                                                         | David Groth                         | 992                                        | 2021 | Ehemann von Pia; ehemaliger Schüler (siehe 15. Generation / 17. bis 19. Staffel) |
| Luna Kuse                                                                           | Martha Pracht                       | 993, 999                                   | 2021 | Ehemalige Schülerin (siehe 16. Generation / 19. bis 23. Staffel) |
| Schüler:                                                                            |                                     |                                            |      | |
| Helen Möller                                                                        | Aljona „Jona“ Chung                 | 975–976                                    | 2021 | Adoptivtochter von Jong Hi Chung; Externe; geht nach Seoul |
| Singa Diesner                                                                       | Norbert                             | 983, 985, 987–988, 990, 993, 995, 999      | 2021 | Oberhaupt der Arbeitsgemeinschaft „Matheclub“; Teilnehmer am Tanzmodul; wird von Badu für die Sprintstaffel trainiert |
| Prominente Gastdarsteller (Bemerkungen bezeichnen hier die Berufe der Prominenten): |                                     |                                            |      | |
| Lisa Küppers                                                                        | Müllwerkerin                        | 998                                        | 2021 | Schauspielerin und Sängerin |

## Episoden

### Staffel 24
| Nr. (ges.) | Nr. (St.) | Originaltitel | Erstausstrahlung | Regie           | Drehbuch                         |
| ---------- | --------- | ------------- | ---------------- | --------------- | -------------------------------- |
| 975        | 1         | Folge 975     | 16. Apr. 2021    | Lydia Bruna     | Dana Bechtle-Bechtinger          |
| 976        | 2         | Folge 976     | 19. Apr. 2021    | Lydia Bruna     | Dana Bechtle-Bechtinger          |
| 977        | 3         | Folge 977     | 20. Apr. 2021    | Lydia Bruna     | Marvin Machalett                 |
| 978        | 4         | Folge 978     | 21. Apr. 2021    | Lydia Bruna     | Marvin Machalett                 |
| 979        | 5         | Folge 979     | 22. Apr. 2021    | Severin Lohmer  | Max Honert                       |
| 980        | 6         | Folge 980     | 23. Apr. 2021    | Severin Lohmer  | Max Honert                       |
| 981        | 7         | Folge 981     | 26. Apr. 2021    | Severin Lohmer  | Lydia Schuth                     |
| 982        | 8         | Folge 982     | 27. Apr. 2021    | Severin Lohmer  | Lydia Schuth                     |
| 983        | 9         | Folge 983     | 28. Apr. 2021    | Nils Dettmann   | Lydia Schuth, Janine Dittmann    |
| 984        | 10        | Folge 984     | 29. Apr. 2021    | Nils Dettmann   | Lydia Schuth, Janine Dittmann    |
| 985        | 11        | Folge 985     | 30. Apr. 2021    | Nils Dettmann   | Inga Hülshoff, Marcel Becker-Neu |
| 986        | 12        | Folge 986     | 3. Mai 2021      | Nils Dettmann   | Georg Malcovati                  |
| 987        | 13        | Folge 987     | 4. Mai 2021      | Nils Dettmann   | Max Honert                       |
| 988        | 14        | Folge 988     | 5. Mai 2021      | Lydia Bruna     | Max Honert                       |
| 989        | 15        | Folge 989     | 6. Mai 2021      | Lydia Bruna     | Dana Bechtle-Bechtinger          |
| 990        | 16        | Folge 990     | 7. Mai 2021      | Lydia Bruna     | Dana Bechtle-Bechtinger          |
| 991        | 17        | Folge 991     | 10. Mai 2021     | Lydia Bruna     | Melanie Waelde                   |
| 992        | 18        | Folge 992     | 11. Mai 2021     | Julia Peters    | Melanie Waelde                   |
| 993        | 19        | Folge 993     | 12. Mai 2021     | Julia Peters    | Marvin Machalett                 |
| 994        | 20        | Folge 994     | 13. Mai 2021     | Julia Peters    | Marvin Machalett                 |
| 995        | 21        | Folge 995     | 14. Mai 2021     | Julia Peters    | Lydia Schuth                     |
| 996        | 22        | Folge 996     | 17. Mai 2021     | Julia Peters    | Lydia Schuth                     |
| 997        | 23        | Folge 997     | 18. Mai 2021     | Luise Brinkmann | Max Honert                       |
| 998        | 24        | Folge 998     | 19. Mai 2021     | Luise Brinkmann | Max Honert                       |
| 999        | 25        | Folge 999     | 20. Mai 2021     | Luise Brinkmann | Dana Bechtle-Bechtinger          |
| 1000       | 26        | Folge 1000    | 21. Mai 2021     | Luise Brinkmann | Dana Bechtle-Bechtinger          |

### Wunschfolgen
Im Rahmen der Ausstrahlung der 1000. Folge gab es eine Online-Abstimmung, in welcher auf kika.de fünf Wunschfolgen gewählt werden konnten, welche in der Woche (17. bis 21. Mai 2021) vor der 1000. Folge (Freitag) um 15:00 Uhr im Anschluss an die neuen Folgen der 24. Staffel ausgestrahlt wurden. So wurden drei Folgen am Tag ab 14:10 Uhr ausgestrahlt (Wiederholung des Vortages, aktuelle Folge und Wunschfolge). Es gab fünf Kategorien mit verschiedenen Folgen zur Auswahl. Die Folgen mit den meisten Stimmen einer Kategorie wurden dann ausgestrahlt.
| Folge     | Staffel    | Inoffizieller Titel           | Kategorie                    | Erstausstrahlung  | Ausstrahlung 2021 | Im Anschluss an |
| --------- | ---------- | ----------------------------- | ---------------------------- | ----------------- | ----------------- | --------------- |
| Folge 12  | Staffel 1  | Filmpark Babelsberg           | Der abenteuerlichste Ausflug | 20. November 1998 | 17. Mai 2021      | Folge 996       |
| Folge 548 | Staffel 12 | Die "One Stones"              | Die musikalischste Folge     | 14. März 2009     | 18. Mai 2021      | Folge 997       |
| Folge 480 | Staffel 10 | Hochzeit in Seelitz           | Die romantischste Folge      | 1. Dezember 2007  | 19. Mai 2021      | Folge 998       |
| Folge 161 | Staffel 3  | Anna und Doro tauschen Zimmer | Die überraschendste Folge    | 6. Oktober 2001   | 20. Mai 2021      | Folge 999       |
| Folge 1   | Staffel 1  | Die allererste Folge          | Das feierlichste Jubiläum    | 4. September 1998 | 21. Mai 2021      | Folge 1000      |